# دولیستووو ستاره
دولیستووو ستاره (به لهستانی:  Dolistowo Stare) یک روستا در لهستان است که در گمینا یاشویوه واقع شده‌است.